# Eleonora di Guzmán
Eleonora Pérez o Eleonora di Guzmán (Eleonora anche in latino e in fiammingo, Leonor in aragonese, in spagnolo, in basco, in galiziano, in asturiano e in portoghese, Elionor in catalano, Alienor in occitano, Eléonore in francese, Eleanor in inglese e Eleonore in tedesco; Siviglia, 1310 – Talavera de la Reina, 1351), fu l'amante del re di Castiglia e León, Alfonso XI, dal 1329 al 1350 e madre del re di Castiglia e León, Enrico di Trastamara.

## Origine
Era figlia del nobile castigliano Pietro Núñez di Guzmán (discendente dalla casa di san Domenico di Guzmán) e di Giovanna Fernández Ponce de León, discendente del re Alfonso IX di León.

## Biografia
Eleonora assieme al fratello Alfonso Méndez de Guzmán, maestro dell'ordine di Santiago (Alonso Mendez de Guzman Maestre de Santiago, D. Leonor Nuñez de Guzman) è citata nel Nobiliario di Pietro Alfonso, conte di Barcelos, come figlia di Pietro Núñez di Guzmán (D. Pedro Nuñez de Guzman) e di sua moglie.
In gioventù sposò Giovanni Sánchez de Velasco, che però la lasciò vedova, nel 1327 circa.
In quello stesso periodo, Eleonora conobbe il re di Castiglia e León, Alfonso XI, che, dopo aver ripudiato, nel 1327, la prima moglie Costanza Manuel, averla relegata nel castello della città di Toro, e aver fatto in modo che il matrimonio, nello stesso anno, fosse dichiarato nullo, stava organizzando il suo matrimonio con la principessa portoghese, Maria del Portogallo, che sposò il 26 marzo del 1328, ad Alfaiates, nei pressi di Sabugal.
Eleonora si innamorò, ricambiata, del re Alfonso, e dal 1329, iniziarono una relazione che durò sino alla morte di Alfonso.
Sempre secondo il Nobiliario di Pietro Alfonso, conte di Barcelos, Eleonora (D. Leonor Nuñez de Guzman) fu la madre di Enrico di Trastamare (Conde D. Enrique de Trastamar), figlio del re Alfonso XI.
Eleonora fu fatta signora di Medina-Sidonia.

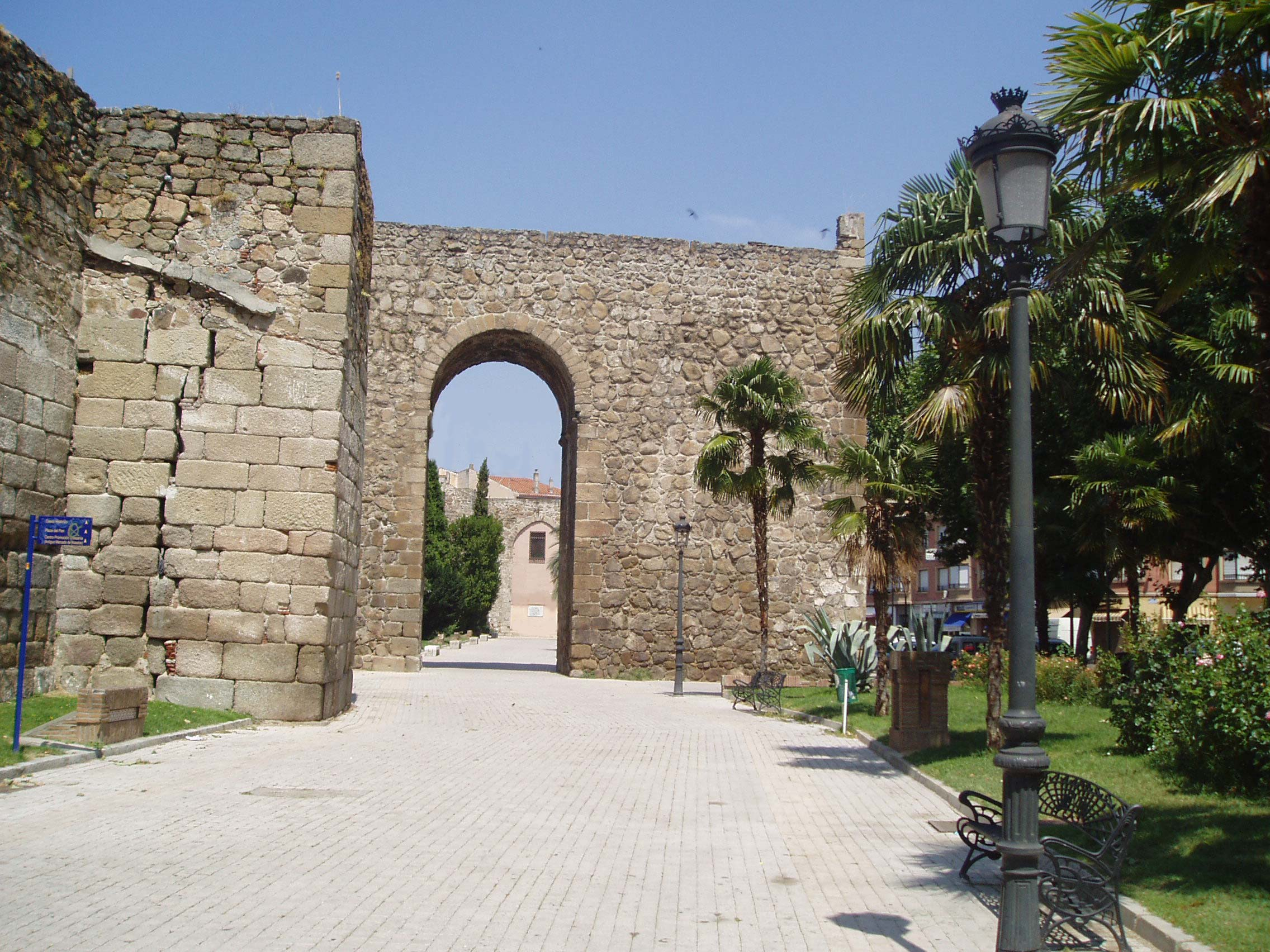
Interno dell'alcázar di Talavera de la Reina, luogo dell'assassinio di Eleonora di Guzmán

Nel 1334, Maria, dopo aver dato ad Alfonso un secondo figlio, Pietro, e vedendo che la relazione tra il marito e la sua amante, Eleonora non solo continuava, ma era rallegrata dalla nascita di diversi figli, decise di tornare alla corte portoghese di suo padre per poi fissare la propria dimora ad Évora.
Il re del Portogallo, Alfonso IV, padre di Maria, nel 1335, cercò di esercitare pressioni sul genero, il re di Castiglia, Alfonso XI affinché lasciasse Eleonora, l'amante, e tornasse con la moglie, la propria figlia, Maria, prima negandogli l'appoggio militare contro i musulmani, poi appoggiando i ribelli castigliani ed infine (quando, nel 1336, Alfonso XI impedì il matrimonio tra la sua ex moglie Costanza ed il fratello di Maria, l'erede al trono del Portogallo Pietro), invadendo la Castiglia ed iniziando una guerra.
Quando però i Merinidi portarono a loro volta la guerra in Castiglia, Alfonso XI venne a più miti consigli: si impegnò a rinchiudere l'amante Eleonora in un convento e riprendere la moglie Maria con sé, ed il matrimonio tra Costanza e Pietro poté essere finalmente celebrato, a Lisbona, il 24 agosto 1339. 
Ma dopo aver ottenuto l'aiuto dell'esercito portoghese all'assedio di Tarifa, nel 1340, Alfonso XI, qualche tempo dopo, si riprese l'amante Eleonora e relegò Maria del Portogallo, col figlioletto Pietro, nell'Alcázar di Siviglia. 
Quando Alfonso XI morì all'assedio di Gibilterra nel 1350, vittima della peste, il solo monarca europeo a morire durante la Peste nera, e Pietro salì al trono come Pietro I, Eleonora di Guzmán e la sua corte, che avevano governato sino ad allora con Alfonso, tentarono, invano, di opporsi al partito della regina madre, Maria e Giovanni Alfonso di Albuquerque, precettore del nuovo re.
Eleonora fu protetta dal signore di Lara, Giovanni de la Cerda. Ma, dopo la morte di quest'ultimo, causa la peste, su consiglio di sua madre, Maria, Pietro I, nel 1351, fece arrestare Eleonora di Guzmán, nel suo feudo di Medina-Sidonia e la fece rinchiudere nell'alcázar di Talavera de la Reina e qui la fece assassinare (sembra sia stata strangolata da uno degli uomini al servizio di Maria), dopo averle fatto subire, oltre al carcere, vessazioni, maltrattamenti e torture.
Dopo la morte di Eleonora il figlio, Enrico di Trastamara, tenne, nei confronti del fratellastro, un atteggiamento ribelle che portò alla guerra civile, con la sconfitta e conseguente morte, nel 1369, di Pietro I sostituito sul trono dal fratellastro, figlio di Eleonora, col nome di Enrico II.

## Figli
Eleonora di Guzmán diede ad Alfonso dieci figli, ovviamente tutti illegittimi:
- Pietro Alfonso (1330 - 1338), signore di Aguilar
- Sancho Alfonso (1331- dopo il 1343), signore di Ledesma
- Enrico di Trastamara (1332-1379), re di Castiglia e León
- Federico Alfonso (1332-1358), gemello di Enrico, maestro dell'ordine di Santiago, dal 1342, e signore di Haro. Sino al 1350 fu il comandante delle truppe sulla frontiera Andalusa. Poi, dal 1350 al 1354, fu maggiordomo del fratellastro, Pietro, re di Castiglia, che quattro anni dopo lo fece uccidere nell'alcázar di Siviglia. Federico ebbe tre figli illegittimi, Eleonora, Pietro e Alfonso da cui discese la dinastia degli Enriquez.
- Ferdinando Alfonso (1336-1342), signore di Ledesma
- Tello di Castiglia (1337-1370), prima fu cancelliere di suo padre, dal 1342 al 1348. Poi fu creato signore di Biscaglia, Lara e Aguilar de Campos e Conte di Castañeda dal fratello, Enrico di Trastamara, nell'aprile del 1366. Infine fu alfiere maggiore del fratello Enrico, re di Castiglia, dal 1367 al 1370. Morì probabilmente per avvelenamento e dopo la sua morte tutti i suoi titoli tornarono alla corona. Sposò Giovanna Núñez de Lara ed ebbe ampia discendenza da cui discesero i signori di Camporeddondo.
- Giovanna Alfonso (ca. 1340-1375), signora di Trastámara, che si sposò tre volte, l'ultima, nel 1366, con Filippo di Castro, un sostenitore del fratello, Enrico di Trastamara, nella guerra civile contro il fratellastro, Pietro
- Giovanni Alfonso (1341-1359), signore di Badajoz e Jerez de la Frontera
- Sancho d'Alburquerque (1342-1374), conte d'Alburquerque
- Pietro di Castiglia (1345-1359), signore di Aguilar.

## Ascendenza
|                             |                        |                            | Genitori                     |  |  | Nonni |  |  | Bisnonni               |  |  | Trisnonni               |  |
|                             |                        |                            |                              |  |  |       |  |  | Nuño Guillén de Guzmán |  |  | Guillén Pérez de Guzman |  |
|                             |                        |                            |                              |  |  |       |  |  | Nuño Guillén de Guzmán |  |  | Guillén Pérez de Guzman |  |
|                             |                        | María González Giron       |                              |  |  |       |  |  | Nuño Guillén de Guzmán |  |  |                         |  |
| Álvar Pérez de Guzmán       |                        |                            |                              |  |  |       |  |  | Nuño Guillén de Guzmán |  |  |                         |  |
|                             |                        | Teresa Rodríguez Brizuela  | …                            |  |  |       |  |  |                        |  |  |                         |  |
|                             |                        | Teresa Rodríguez Brizuela  | …                            |  |  |       |  |  |                        |  |  |                         |  |
|                             |                        | Teresa Rodríguez Brizuela  | …                            |  |  |       |  |  |                        |  |  |                         |  |
| Pedro Núñez de Guzmán       |                        | Teresa Rodríguez Brizuela  |                              |  |  |       |  |  |                        |  |  |                         |  |
|                             |                        | Gonzalo Ruiz Girón         | Gonzalo Rodríguez Girón      |  |  |       |  |  |                        |  |  |                         |  |
|                             |                        | Gonzalo Ruiz Girón         | Gonzalo Rodríguez Girón      |  |  |       |  |  |                        |  |  |                         |  |
|                             |                        | Gonzalo Ruiz Girón         | Teresa Arias                 |  |  |       |  |  |                        |  |  |                         |  |
| María Girón                 |                        | Gonzalo Ruiz Girón         |                              |  |  |       |  |  |                        |  |  |                         |  |
|                             |                        | Elvira Díaz de Castañeda   | Diego Gómez de Castañeda     |  |  |       |  |  |                        |  |  |                         |  |
|                             |                        | Elvira Díaz de Castañeda   | Diego Gómez de Castañeda     |  |  |       |  |  |                        |  |  |                         |  |
|                             |                        | Elvira Díaz de Castañeda   | Mayor Álvarez                |  |  |       |  |  |                        |  |  |                         |  |
| Eleonora di Guzmán          |                        | Elvira Díaz de Castañeda   |                              |  |  |       |  |  |                        |  |  |                         |  |
|                             | Pedro Ponce de Cabrera | Ponce Vela de Cabrera      |                              |  |  |       |  |  |                        |  |  |                         |  |
|                             | Pedro Ponce de Cabrera | Ponce Vela de Cabrera      |                              |  |  |       |  |  |                        |  |  |                         |  |
|                             | Pedro Ponce de Cabrera | Teresa Rodríguez Girón     |                              |  |  |       |  |  |                        |  |  |                         |  |
| Fernán Pérez Ponce de León  | Pedro Ponce de Cabrera |                            |                              |  |  |       |  |  |                        |  |  |                         |  |
|                             |                        | Aldonza Alfonso de León    | Alfonso IX di León           |  |  |       |  |  |                        |  |  |                         |  |
|                             |                        | Aldonza Alfonso de León    | Alfonso IX di León           |  |  |       |  |  |                        |  |  |                         |  |
|                             |                        | Aldonza Alfonso de León    | Aldonza Martínez de Silva    |  |  |       |  |  |                        |  |  |                         |  |
| Juana Ponce de León         |                        | Aldonza Alfonso de León    |                              |  |  |       |  |  |                        |  |  |                         |  |
|                             |                        | Gutierre Suárez de Meneses | Suero Téllez de Meneses      |  |  |       |  |  |                        |  |  |                         |  |
|                             |                        | Gutierre Suárez de Meneses | Suero Téllez de Meneses      |  |  |       |  |  |                        |  |  |                         |  |
|                             |                        | Gutierre Suárez de Meneses | María Gutiérrez de Castro    |  |  |       |  |  |                        |  |  |                         |  |
| Urraca Gutiérrez de Meneses |                        | Gutierre Suárez de Meneses |                              |  |  |       |  |  |                        |  |  |                         |  |
|                             |                        | Elvira Anes de Sousa       | João Garcia de Sousa         |  |  |       |  |  |                        |  |  |                         |  |
|                             |                        | Elvira Anes de Sousa       | João Garcia de Sousa         |  |  |       |  |  |                        |  |  |                         |  |
|                             |                        | Elvira Anes de Sousa       | Urraca Fernandes de Lumiares |  |  |       |  |  |                        |  |  |                         |  |
|                             |                        | Elvira Anes de Sousa       |                              |  |  |       |  |  |                        |  |  |                         |  |